# Лазарев, Пётр Петрович
Пётр Петро́вич Ла́зарев (1878—1942) — русский и советский физик, биофизик и геофизик, педагог, академик АН СССР (с 1917 г.). С 1918 года — первый главный редактор и издатель журнала «Успехи физических наук» .

## Биография

### Образование
Родился в семье межевого инженера. Днём рождения источники указывали 14 апреля 1878 года, однако в формулярном списке о службе П. П. Лазарева в Московском университете за 1910 год указана дата 31 марта (12 апреля) 1878 года.  Учился в 4-й Московской гимназии (1888—1896). После окончания гимназии поступил на медицинский факультет Московского университета, который окончил в 1901 году. Ещё в студенческие годы, наряду с интересом к физиологии, у него появилось тяготение к физико-математическим наукам. Его идеалом стал Гельмгольц — физиолог по образованию, ставший физиком; бюст Гельмгольца всегда стоял в его кабинете, а в библиотеке Лазарева было всё связанное с этим учёным. Другим учёным, оказавшим на Лазарева влияние, был Жак Лёб.
В 1902 году П. П. Лазарев сдал экзамены на степень доктора медицины и получил должность ассистента ушной клиники медицинского факультета Московского университета, организованной на средства известной благотворительницы Базановой. В 1903 году он дополнительно сдал экстерном экзамены за весь курс физико-математического факультета. Сферой его интересов в это время была физиология органов чувств, им были сделаны первые две работы: по исследованию независимости звукового впечатления от разности фаз между гармоническими компонентами (обертонами) звука и о взаимодействии органов слуха и зрения, проявлявшемся в ощущении увеличения громкости звука при световых раздражениях глаз.

### Работа в лаборатории П. Н. Лебедева

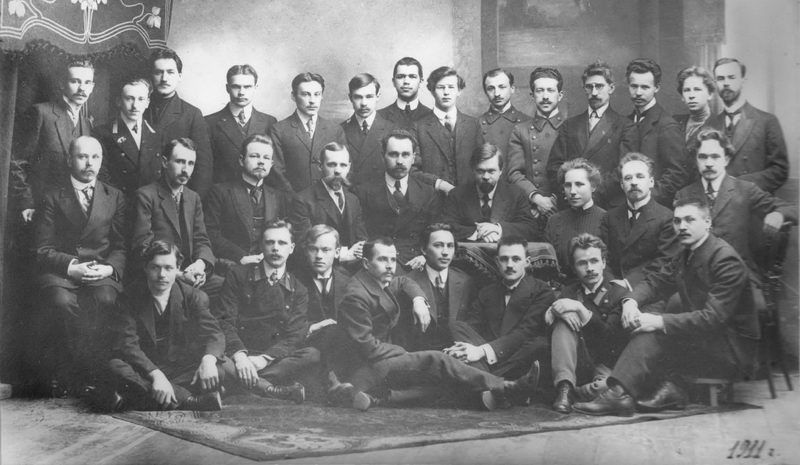
Группа учеников П. Н. Лебедева и П. П. Лазарева (шестой слева во втором ряду). Стоят: в центре С. И. Вавилов, второй справа С. Н. Ржевкин (1911 г.)

В 1903 году начал посещать коллоквиум П. Н. Лебедева. В том же году отправился за границу, где работал в лаборатории профессора Брауна в Страсбурге, приступив там к диссертации на степень доктора физики.
В 1907 году в качестве приват-доцента Московского университета он стал работать в университетской лаборатории П. Н. Лебедева, читая «Вводный курс физики», а также курсы «Фотохимия» и «Биофизика». В 1911 году защитил магистерскую диссертацию «О скачке температуры при теплопроводности на границе твёрдого тела и газа», в которой показал, что скачок распространяется на длину свободного пробега молекулы. Покинув в 1911 году в знак протеста против реакционных действий министра народного просвещения Л. Кассо московский университет (Дело Кассо), он стал работать в университете имени Шанявского, который для физической лаборатории Лебедева нанял полуподвальное помещение в доме № 20 по Мёртвому переулку. В 1912 году в Варшавском университете он защитил диссертацию на соискание учёной степени доктора физики по теме «Выцветание пигментов в видимом спектре. Опыт изучения основных законов химического действия света», в которой доказал пропорциональность химического эффекта количеству поглощаемой энергии.
После смерти П. Н. Лебедева в 1912 году Лазарев начал работать в физической лаборатории Московского высшего технического училища, где преподавал с 1908 года, а в 1912 году был избран профессором. В 1916 году он был избран профессором физики Петроградского университета вместо О. Д. Хвольсона, но отклонил это предложение и остался в Москве. И даже когда 4 марта 1917 года он был избран ординарным академиком по Отделению физико-математических наук Российской академии наук, на кафедру физики, освободившуюся по смерти академика Б. Б. Голицына, П. П. Лазарев выговорил себе условие — остаться в Москве.
В 1917 году он возглавил первый в России научно-исследовательский физический институт, здание для которого было построено в конце 1916 года на частные средства на Миусской площади по проекту архитектора А. Н. Соколова. Здесь начали работу с Лебедевым С. И. Вавилов, Г. А. Гамбурцев, В. В. Шулейкин, М. А. Леонтович, Б. В. Дерягин, П. А. Ребиндер (позже — академики);  А. С. Предводителев, Н. К. Щодро (позднее — член-корреспонденты АН); М. П. Воларович, Б. В. Ильин, В. С. Титов, Д. М. Толстой, Э. В. Шпольский.

### После революции
Вскоре после Октябрьской революции П. П. Лазарев начал активную общественную деятельность: работал в качестве председателя комиссии по улучшению быта учёных врачей (КУБУВ), стал членом Центральной комиссии по улучшению быта учёных (ЦЕКУБУ), принимал активное участие в организации московского Дома учёных, занимался установкой рентгеновских кабинетов для больных и раненых Красной Армии.
С 1917 года заведовал физической лабораторией Высшей школы военной маскировки Красной Армии, организованной Лебедевым на базе исследовательского физического института, директором которого он оставался и после революции. Здесь под его руководством был проведён ряд исследований, касающихся деятельности органов чувств в военных условиях, изучались спектры отражения ряда цветных объектов и было дано научное основание для выбора защитных цветов. По предложению Народного комиссара здравоохранения Н. А. Семашко П. П. Лазарев взял на себя общее руководство рентгеновской, электромедицинской и фотобиологической секциями Наркомздрава, провёл в них огромную научно-техническую работу. Созданные П. П. Лазаревым рентгеновские учреждения были прекрасно оборудованы и пользовались большим авторитетом. Когда понадобилось подвергнуть рентгеновскому исследованию заболевшего В. И. Ленина, это было сделано в рентгеновском кабинете лаборатории П. П. Лазарева.
В 1918 году П. П. Лазарев организовал и возглавил крупномасштабный геофизический проект по исследованию Курской магнитной аномалии. Карты аномалии, выполненные Лейстом, оказались в Германии, и советскому правительству было предложено их выкупить за солидную сумму, но П. П. Лазарев взялся возобновить их с затратой меньших средств.
В том же 1918 году организовал издание журналов «Архив физических наук» и «Успехи физических наук». Позже положил начало просуществовавшему ряд лет «Журналу прикладной физики».
В 1919—1931 годах П. П. Лазарев — директор организованного по его инициативе и при его активном участии Института физики и биофизики Наркомздрава — первого в России научно-исследовательского учреждения по физике и биофизике. К работе в институте П. П. Лазарев дополнительно привлёк большое число научных работников, среди которых были Г. С. Ландсберг, А. Л. Минц, С. Н. Ржевкин, С. В. Кравков, Н. Т. Фёдоров, П. Н. Беликов, Т. К. Молодый, Н. Я. Селяков и другие.
Член правления Московского дома учёных (1924).

### Арест и ссылка
В январе 1929 года Лазарев вызвал неудовольствие представителей советской власти, выступив против перебаллотировки коммунистов, проваленных на выборах в действительные члены АН СССР. Серия доносов на Лазарева последовала после его лекции, в которой он указал на ошибку Энгельса в вопросе о {\displaystyle {\sqrt {-1}}}, невзирая на то, что в той же аудитории он говорил об очень интересных, по его мнению, мыслях, изложенных в «Диалектике природы». Особое внимание ГПУ вызывала его колоссальная переписка с зарубежными учёными.
В результате Лазарев был арестован в Москве у себя дома в ночь на 5 марта 1931 года. Приказом по Наркомздраву от 16 мая он был снят с директорских должностей и лишён кафедры в МЭМИ. Институт физики и биофизики был передан в ведение ВСНХ и превращён в химический «Институт спецзаданий». Все научные сотрудники института Лазарева были уволены, всё богатейшее научное оборудование исчезло. Обнаружив при обыске письма западных учёных, ГПУ вело долгие допросы Лазарева: по сведениям В. И. Вернадского, Лазарева «заставили описать всю жизнь — в связи с его заграничными сношениями». Жена Лазарева, Ольга Александровна, жила, как и он, в помещении института. Ходила в ОГПУ, трижды ездила к Н. А. Семашко, который, будучи наркомом здравоохранения РСФСР, покровительствовал Лазареву. При последнем свидании Семашко сказал, что дело Петра Петровича продлится долго. Потом до неё дошёл слух, что её выселят, садик её вскопают, а мужа вышлют на 10 лет. Она повесилась 13 июня. Лазарев о смерти жены узнал не скоро.
В сентябре 1931 года его выпустили из тюрьмы и отправили в ссылку в Свердловск. Видимо, сыграли свою роль и ходатайства ряда академиков, и удачная их тактика: по совету А. Н. Баха, подписавшего записку о Лазареве последним, обратились не к недолюбливавшему Академию Куйбышеву, а к его сопернику Молотову. Из тюрьмы Лазарев вышел с подорванным здоровьем (приступы эпилепсии). Думал о самоубийстве. В Свердловске читал лекции в геологоразведочном институте и в Институте профзаболеваний, работал над приложениями биофизики к медицине. Перед освобождением прочитал в ГПУ свою последнюю закрытую лекцию «Начало и конец Вселенной», на которую пришли и местные диаматчики, и геологи-профессора.
Вернулся в столицу в конце февраля 1932 года. «Очень я счастлив, что его вернули, — записал в дневнике Вернадский, — не академическая власть хлопотала, а Мензбир и товарищи и ученики. Вавиловы отказались подписать. Шло через Молотова». Но опальным Лазарев оставался до конца жизни. За «лженаучные теории» его громили в 1938-м году.

### Профессор Московского геологоразведочного института (МГРИ)
Незадолго до ареста Лазареву предложили возглавить кафедру физики земли геофизического отделения Московского геологоразведочного института (МГРИ), о чём был подготовлен соответствующий приказ. После возвращения из ссылки в Москву П. П. Лазарев возвратился в МГРИ — в качестве профессора кафедры физики.

### После ссылки
С 1934 года П. П. Лазарев заведовал отделом биофизики во Всесоюзном институте экспериментальной медицины в Москве (в 1938 году отдел был преобразован в специальную биофизическую лабораторию Академии наук).
В 1940 году П. П. Лазарев был избран вице-президентом Московского общества испытателей природы.
В годы Великой Отечественной войны биофизическая лаборатория Академии наук СССР, руководимая П. П. Лазаревым, была эвакуирована из Москвы в Алма-Ату. Здесь 23 апреля 1942 года П. П. Лазарев скончался от рака желудка — тяжёлой, постепенно подтачивавшей его организм болезни. Смерть наступила внезапно от метастаза в мозг. Тело П. П. Лазарева было позже перевезено в Москву и погребено на Новодевичьем кладбище.

Могила П. П. Лазарева на Новодевичьем кладбище в Москве

## Вклад в науку
Биофизика. Создал физико-химическую теорию возбуждения (ионная теория возбуждения), вывел единый закон раздражения, исследовал процесс физиологической адаптации органов чувств (преимущественно зрения, а также слуха, вкуса и обоняния) к действующим на них раздражителям, вывел единый закон раздражения, разрабатывал проблему приложимости законов термодинамики к биологическим процессам. Вывел законы действия электрического тока на нервную ткань. Дал теоретический вывод основных законов физиологического возбуждения — законов Нернста и Пфлюгера.
Геофизика. Организатор и руководитель крупномасштабного геофизического проекта по исследованию Курской магнитной аномалии. Автор ряда работ в области теоретической геофизики, связанных с исследованием Курской магнитной аномалии. Организатор экспериментов по выяснению причины океанических течений (зависимость от пассатов).

## Публикации
Автор более 500 работ, важнейшими из которых являются:
1. Выцветание красок и пигментов в видимом свете. Опыт изучения основных законов химического действия света (недоступная ссылка). Докторская дисс. — Изд. Моск. ун-та., 1911.
2. Исследования по ионной теории возбуждения. — М.: Изд. Моск. научного ин-та, 1916.
3. Основы учения о химическом действии света. 3 выпуска. — Петроград: Научно-техн. издательство, 1919—1920.
4. Ионная теория возбуждения. — Гос. изд., 1923.
5. Основы физики земли. — Гос. Научно-техн. изд., 1939.
6. Биофизика. Сборник статей по истории биофизики в СССР. — Изд. Моск. о-ва испыт. природы, 1940.
7. Современные проблемы биофизики. — Изд. АН СССР, 1945.
8. Энергия, её источники на Земле и её происхождение. — Госэнергоиздат, 1947.
9. Исследования по адаптации. — Изд. АН СССР, 1947.
10. Очерки по истории русской науки. — Изд. АН СССР, 1950.

Избранные сочинения П. П. Лазарева издавались в 3-х томах Академией наук СССР. В 1950 году вышли из печати том II и том III.

## Очерки по истории науки
П. П. Лазарев — автор ряда прекрасно написанных научно-популярных очерков по истории русской и зарубежной науки. Автор воспоминаний о П. Н. Лебедеве, биографий Н. А. Умова, А. Г. Столетова и др., автор «Очерков по истории русской науки». Свой «Очерк развития точных наук в России в продолжение 200 лет» П. П. Лазарев снабдил лично им нарисованными портретами ряда русских учёных — от Ломоносова до Мечникова. Автор книжки, посвящённой жизни и творчеству выдающегося немецкого естествоиспытателя Г. Гельмгольца, сочетавшего в себе врача-физиолога с физиком-математиком, он пользовался всегда особым авторитетом и любовью у П. П. Лазарева.